# VD 16

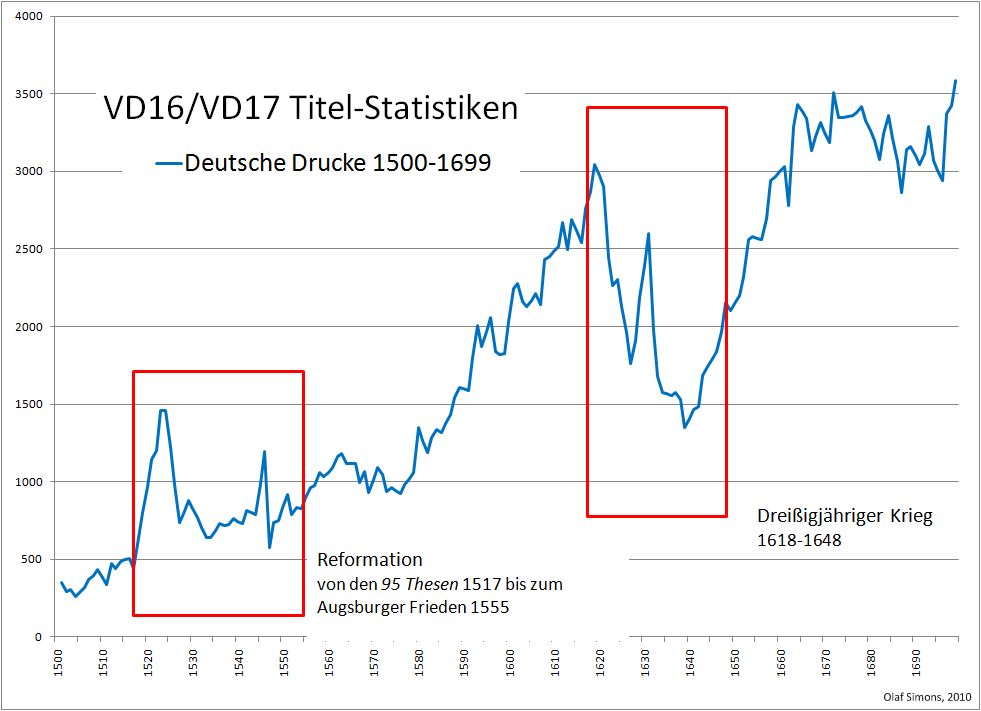
Titelbestand des VD 16 und VD 17. Der religiöse und politische Diskurs in der Reformation befeuerte die deutsche Buchproduktion.

Das Verzeichnis der im deutschen Sprachbereich erschienenen Drucke des 16. Jahrhunderts (VD 16) ist eine retrospektive Nationalbibliographie für die Druckwerke der Jahre 1501 bis 1600. Das Projekt wird für die folgenden zwei Jahrhunderte vom VD 17 und VD 18 weitergeführt.

## Datenbank
Die Erstellung wurde durch die Deutsche Forschungsgemeinschaft von 1969 bis 1999 gefördert. Die Projektpartner waren die Herzog August Bibliothek Wolfenbüttel, seit 1990 die Landes- und Forschungsbibliothek Gotha (heute: Forschungsbibliothek Gotha) unter Führung der Bayerischen Staatsbibliothek.
Es erschienen die folgenden Teile:
- Die Abteilung I (Verfasser, Körperschaften, Anonyma) in 22 Bänden (1983–1995)
- Die Abteilung II (Register der Herausgeber, Kommentatoren, Übersetzer, literarischen Beiträger) (1997)
- Die Abteilung III (Register der Druckorte, Drucker/Verleger, Erscheinungsjahre, sowie Korrekturen und aktualisierte Zuweisungen unfirmierter Drucke) (2000)

Eine Version des VD 16 liegt komplett in Buchform vor. Außerdem ist das VD 16 auch als online-Datenbank zugänglich. Neben den 75.000 Titeln in der gedruckten Version enthält die Datenbank inzwischen über 25.000 neue Titel. Die VD-16-Datenbank wird laufend durch Besitznachweise in- und ausländischer Bibliotheken angereichert. Auch durch Neuerwerbungen der Bayerischen Staatsbibliothek für die Sammlung Deutscher Drucke kommen laufend neue Titel hinzu.
Von heute schätzungsweise noch etwa 120.000 existierenden deutschen Druckausgaben des 16. Jahrhunderts sind somit bisher ungefähr 100.000 im VD 16 erfasst. Die Bibliografen zählen dabei nicht etwa allein die verschiedenen Texte, sondern die Ausgaben. Wenn also derselbe Text im 16. Jahrhundert (in einem Ort innerhalb des deutschen Sprachgebiets) noch einmal oder mehrmals neu gedruckt worden ist, erhalten diese Neuausgaben im VD 16 jeweils eine neue Nummer. Von einer solchen Druckausgabe können dann wiederum durchaus mehrere Exemplare in verschiedenen Bibliotheken existieren. 
Einige Ungereimtheiten im VD 16 haben sich in den letzten Jahren dadurch ergeben, dass die Erfassungsregeln nachträglich geändert wurden. Zum einen ist in den verschiedenen Bibliotheken bei der Behandlung von verlorengegangenen Drucken unterschiedlich verfahren worden. Während die Münchner Staatsbibliothek Verlustexemplare verzeichnet hat, ist dies bei der Staatsbibliothek Berlin, die besonders viele Kriegsverluste hatte, nicht der Fall. Zum anderen wurden zuerst (in der gedruckt vorliegenden Grundausgabe des VD 16) auch eigenständige Texte innerhalb einer Druckausgabe mit einer eigenen Nummer versehen. Das stieß aber auf Kritik, weil es dadurch schwierig wurde, die tatsächliche Zahl der Drucke zu ermitteln. Deshalb erhalten in den zusätzlichen, nur noch online zugänglichen Erfassungen dagegen nur noch „bibliographische Einheiten“ eine eigene Nummer, wobei dann die darin möglicherweise enthaltenen weiteren Texte in einer Anmerkung verzeichnet werden. Da diese Änderung aber an keiner Stelle erläutert wird, ist die Arbeit mit dem VD 16 für Nicht-Eingeweihte mitunter etwas umständlich. Auch wird keine Definition des „deutschen Sprachbereichs“ gegeben.
In den letzten Jahren geht außerdem die weitere Arbeit am VD 16 nur sehr langsam voran. Etwa jährlich werden Updates vorgenommen, von 2003 (dem Jahr, in dem die online-Version herauskam) bis 2007 sind aber nur etwa 1200 neue Titel hinzugekommen (letzte VD-16-Nummer im Oktober 2007:  ZV 25.900). 
Möglicherweise verzeichnet das VD16 nur die Hälfte der relevanten Drucke aus dem 16. Jahrhundert.
Die DFG-Förderinitiative OCR-D hat zum Ziel, für alle deutschsprachigen Drucke des 16. bis 18. Jahrhunderts (VD 16, VD 17 und VD 18) Volltexte automatisiert zu erzeugen.